# チャタフーチ郡 (ジョージア州)
チャタフーチ郡（チャタフーチぐん、英: Chattahoochee County）は、アメリカ合衆国ジョージア州の西部に位置する郡である。2010年国勢調査での人口は11,267人であり、2000年の14,882人から24.3%減少した。郡庁所在地はカセッタ市（人口11,267人）であり、チャタフーチ郡とカセッタ市は統合されている。チャタフーチ郡は1854年2月13日に設立された。
チャタフーチ郡はアラバマ州にも跨るコロンバス大都市圏に属している。

## 歴史
チャタフーチ郡は1854年2月13日にジョージア州議会によって、マスコギー郡とマリオン郡の一部を合わせて設立された。郡名は郡の西郡境をなしているチャタフーチー川から採られた。郡庁所在地はカセッタ市であり、その市名はかつてこの地に住んでいたクリーク族インディアンの町を記念するものである。2004年から2005年の国勢調査局による報告では6.2%人口が減少しており、国内でも減少率の高い郡に入っている。
当初の郡庁舎は1854年に奴隷が建設したものであり、ランプキン近くのウェストビルで観光地として保存されている。

## 地理
アメリカ合衆国国勢調査局に拠れば、郡域全面積は251.17平方マイル (650.5 km2)であり、このうち陸地248.77平方マイル (644.3 km2)、水域は2.40平方マイル (6.2 km2)で水域率は0.96%である。

### 主要高規格道路

#### アメリカ国道
- アメリカ国道27号線
- アメリカ国道280号線

#### ジョージア州道
- ジョージア州道1号線
- ジョージア州道26号線
- ジョージア州道355号線
- ジョージア州道520号線

### 隣接する郡
- マスコギー郡 - 北
- タルボット郡 - 北東
- マリオン郡 - 東
- スチュアート郡 - 南
- ラッセル郡 (アラバマ州) - 西

## 人口動態
以下は2000年の国勢調査による人口統計データである。
| 基礎データ - 人口: 14,882人 - 世帯数: 2,932 世帯 - 家族数: 2,624 家族 - 人口密度: 23人/km2（60人/mi2） - 住居数: 3,316軒 - 住居密度: 5軒/km2（13軒/mi2） 人種別人口構成 - 白人: 58.08% - アフリカン・アメリカン: 29.92% - ネイティブ・アメリカン: 0.80% - アジア人: 1.80% - 太平洋諸島系: 0.45% - その他の人種: 5.18% - 混血: 3.77% - ヒスパニック・ラテン系: 10.42% | 年齢別人口構成 - 18歳未満: 28.4% - 18-24歳: 27.9% - 25-44歳: 36.4% - 45-64歳: 5.5% - 65歳以上: 1.8% - 年齢の中央値: 23歳 - 性比（女性100人あたり男性の人口） - 総人口: 171.7 - 18歳以上: 217.6 世帯と家族（対世帯数） - 18歳未満の子供がいる: 64.8% - 結婚・同居している夫婦: 76.3% - 未婚・離婚・死別女性が世帯主: 10.1% - 非家族世帯: 10.5% - 単身世帯: 8.9% - 65歳以上の老人1人暮らし: 2.3% - 平均構成人数 - 世帯: 3.41人 - 家族: 3.64人 | 収入と家計 - 収入の中央値 - 世帯: 37,106米ドル - 家族: 38,313米ドル - 性別 - 男性: 21,975米ドル - 女性: 20,648米ドル - 人口1人あたり収入: 14,049米ドル - 貧困線以下 - 対人口: 10.6% - 対家族数: 8.9% - 18歳未満: 11.5% - 65歳以上: 18.6% |

## 都市と町
- カセッタ - 郡庁所在地
- フォートベニンサウス